# Imbriano superiore

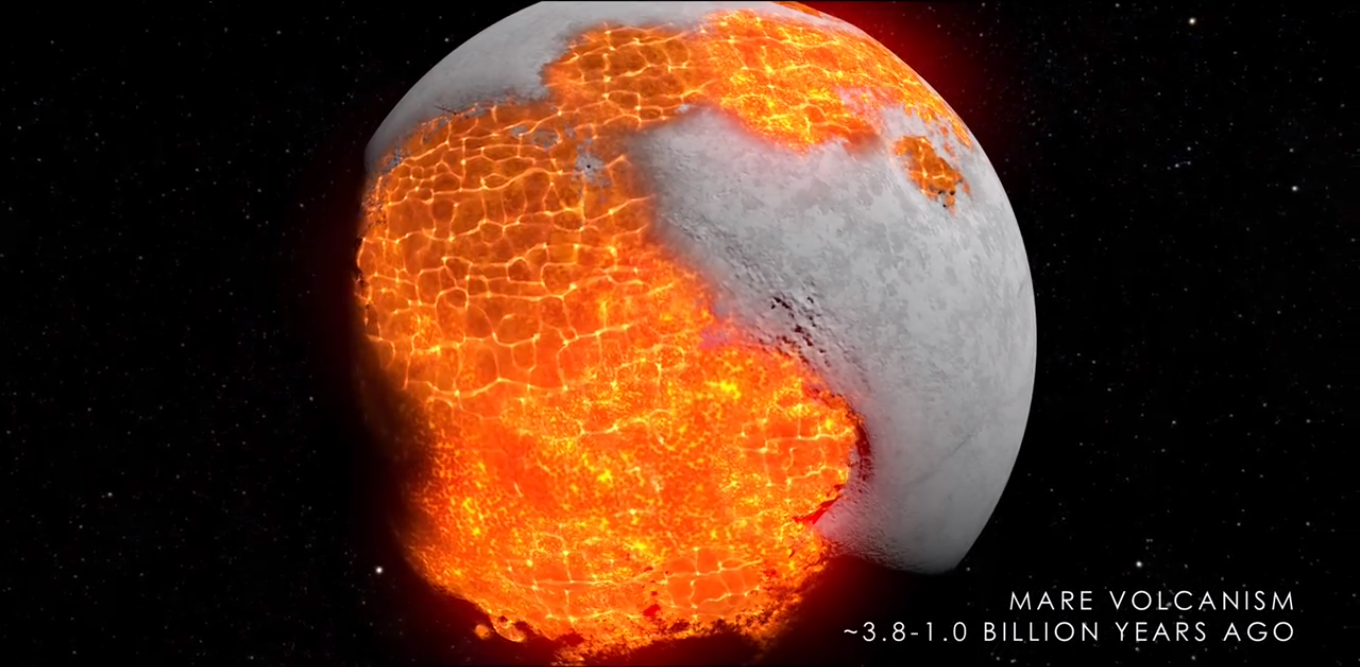
La Luna durante l'Imbriano superiore

L'Imbriano superiore, nella scala dei tempi geologici lunari, è un'era geologica che va da 3800 a 3200 milioni di anni fa circa. In questo periodo il mantello lunare, ancora parzialmente fuso, eruppe abbondantemente in superficie colmando i bacini lunari con materiali di tipo basaltico.
Si ritiene che la fusione possa essere stata una conseguenza dei numerosi impatti meteorici che frantumarono le rocce superficiali; la ridotta pressione degli strati superficiali indusse il mantello ad innalzarsi e a raggiungere il fondo dei bacini lunari. Alternativamente, la ridotta insolazione della superficie avrebbe causato un trasferimento di calore dall'interno della Luna verso l'esterno, con una conseguente fusione degli strati superiori del mantello lunare.